# Doğubelenören, Yenipazar
Doğubelenören là một xã thuộc huyện Yenipazar, tỉnh Bilecik, Thổ Nhĩ Kỳ. Dân số thời điểm năm 2011 là 48 người.